# Phrynopus horstpauli
Phrynopus horstpauli é uma espécie de anfíbio  da família Leptodactylidae.
É endémica do Peru.
Os seus habitats naturais são: regiões subtropicais ou tropicais húmidas de alta altitude, matagal tropical ou subtropical de alta altitude, pastagens e jardins rurais.
Está ameaçada por perda de habitat.